# Platysporoides
Platysporoides is een geslacht van schimmels behorend tot de familie Pleosporaceae.

## Soorten
Volgens Index Fungorum bevat het geslacht elf soorten (peildatum maart 2023):
| Soortnaam                   | Auteur(s)                                     | Publicatiejaar |
| --------------------------- | --------------------------------------------- | -------------- |
| Platysporoides chartarum    | (Fuckel) Shoemaker & C.E. Babc.               | 1992           |
| Platysporoides cookei       | (Wehm.) Shoemaker & C.E. Babc.                | 1992           |
| Platysporoides crandallii   | Shoemaker & C.E. Babc.                        | 1992           |
| Platysporoides deflectens   | (P. Karst.) Shoemaker & C.E. Babc.            | 1992           |
| Platysporoides donacis      | (Berl.) Shoemaker & C.E. Babc.                | 1992           |
| Platysporoides multiseptata | (E. Müll.) Shoemaker & C.E. Babc.             | 1992           |
| Platysporoides patriniae    | (Nann.) Shoemaker & C.E. Babc.                | 1992           |
| Platysporoides punctiformis | (Niessl) Shoemaker & C.E. Babc.               | 1992           |
| Platysporoides tirolensis   | (Rehm ex O.E. Erikss.) Shoemaker & C.E. Babc. | 1992           |
| Platysporoides togwotiensis | (Wehm.) Shoemaker & C.E. Babc.                | 1992           |
| Platysporoides vulgaris     | (Wehm.) Shoemaker & C.E. Babc.                | 1992           |